# Generation R
Der Ausdruck Generation R steht für die „Generation Robotik“. Es handelt sich um die Bezeichnung der ersten Generation von „Robotic Natives“, einer Generation in der Zukunft, die mit Robotik in ihrem Alltag aufgewachsen ist bzw. aufwächst. Der Grundgedanke der Generation R besagt, dass Robotik und Automatisierung in der Zukunft einen großen Einfluss auf die Gesellschaft ausüben werden, ähnlich den Auswirkungen des Internets und der Digitalisierung auf die Generation Y und Generation Z.

## Definition
Die Generation R ist die erste Generation, die bereits in früher Kindheit mit Robotik aufgewachsen ist. Haushaltsroboter, Spielzeugroboter für Kinder oder autonome Fahrzeuge sind für diese Generation keine Besonderheit, sondern Teil des alltäglichen Lebens. Sie gelten als die erste Generation der Robotic Natives, in Anlehnung an das Konzept der Digital Natives im Bereich der Digitalisierung. In der Literatur folgt die Generation R auf die Generation Z.

## Die Generation R in der Wissenschaft
Zum ersten Mal wurden die Begriffe "Generation R" und "Robotic Natives" in einem wissenschaftlichen Kontext im Rahmen einer Präsentation von Dominik Bösl auf dem „Gartner CIO Summit 2013“ sowie im Rahmen eines laufenden Promotionsvorhabens an der Technischen Universität München verwendet. Der Präsident der europäischen Robotik-Vereinigung euRobotics aisbl, Bernd Liepert, sprach unter anderem auf seiner Plenary Keynote auf der IEEE IROS Konferenz 2016 von einer Generation R bzw. von Robotic Natives.

## Weitere Bedeutungen des Begriffs
Unter anderem im Rahmen der Shell-Jugendstudie wird die Bezeichnung „Generation R“ ebenfalls verwendet. Hier steht das „R“ allerdings nicht für Robotik, sondern für „relaxed“. Die Generation der zwischen 2000 und 2015 Geborenen steht demnach im Zeichen der Entspannung. Der Ansatz geht auf den Soziologen Klaus Hurrelmann zurück, der davon ausgeht, dass die Jugendlichen nicht mehr so unter Stress stehen und deshalb wieder mehr Zeit haben, sich über die Gesellschaft und das Leben Gedanken zu machen. Die Generation R zeichnet sich ihm zufolge vor allem dadurch aus, dass sie politisch interessiert, optimistisch sowie patriotisch eingestellt ist. Seit Veröffentlichung der Studie im Jahr 2015 ist die Beachtung dieser Verwendung des Begriffes jedoch wieder deutlich zurückgegangen.
Zudem gibt es eine Generation R Studie. Es handelt sich dabei um eine prospektive, populationsbasierte Kohortenstudie einer multiethnischen Stadtbevölkerung in Rotterdam, in den Niederlanden. Der Fokus liegt dabei auf der Gesundheit von schwangeren Frauen und Kindern.